# NGC 6157
NGC 6157 é uma galáxia elíptica (E-S0) localizada na direcção da constelação de Draco. Possui uma declinação de +55° 21' 40" e uma ascensão recta de 16 horas, 25 minutos e 48,3 segundos.
A galáxia NGC 6157 foi descoberta em 28 de Junho de 1886 por Lewis A. Swift.